# Call of the Wild (Powerwolf)
Call of the Wild è l'ottavo album in studio della band heavy metal tedesca Powerwolf. È stato pubblicato il 16 luglio 2021 dalla Napalm Records.

## Tracce

### CD 1
1. Faster Than the Flame – 4:08
2. Beast of Gévaudan – 3:31
3. Dancing with the Dead – 4:01
4. Varcolac – 3:52
5. Alive or Undead – 4:23
6. Blood for Blood (Faoladh) – 3:11
7. Glaubenskraft (Power of Faith) – 3:56
8. Call of the Wild – 3:39
9. Sermon of Swords – 3:18
10. Undress to Confess – 3:31
11. Reverent of Rats – 2:54

Durata totale: 40:24

### CD 2 -Missa Cantorem(contenuto bonus)
1. Sanctified with Dynamite (feat. Ralf Scheepers dei Primal Fear) – 4:29
2. Demons Are a Girl's Best Friend (feat. Alissa White-Gluz degli Arch Enemy) – 3:42
3. Nightside of Siberia (feat. Johan Hegg degli Amon Amarth) – 3:57
4. Where the Wild Wolves Have Gone (feat. Doro Pesch) – 4:16
5. Fist by Fist (Sacralize or Strike) (feat. Matt Heafy dei Trivium) – 3:34
6. Killers with the Cross (feat. Björn Strid degli Soilwork) – 4:14
7. Kiss of the Cobra King (feat. Chris Harms dei Lord of the Lost) – 3:52
8. We Drink Your Blood (feat. Johannes Eckerström degli Avatar) – 3:53
9. Resurrection by Erection (feat. Christopher Bowes degli Alestorm) – 4:07
10. Saturday Satan (feat. Jari Mäenpää dei Wintersun) – 5:22

Durata totale: 41:26

## Formazione
- Attila Dorn – voce
- Matthew Greywolf – chitarra solista e ritmica
- Charles Greywolf – basso, chitarra ritmica
- Roel van Helden – batteria, percussioni
- Falk Maria Schlegel – organo, tastiere

## Accoglienza

### Critica
Call of the Wild ha ricevuto recensioni positive dalla critica, che ne ha elogiato la produzione. Paul Travers dei Kerrang ha dichiarato: «Gli elementi sinfonici che sono stati davvero portati avanti in The Sacrament Of Sin continuano da dove si erano interrotti e servono solo a rendere la band ancora più roboante». Holly Wright di Louder ha affermato che «Call Of The Wild indica le crescenti aspirazioni di dominio dei Powerwolf [...]. La produzione è più brillante e c'è una netta mancanza di battute volgari, sebbene il loro gioco eretico, "Undress To Confess", conserva il luccichio nei loro occhi».